# Atentado a la embajada de Israel en Mauritania
El atentado a la embajada de Israel en Mauritania ocurrió el 1 de febrero de 2008, al menos tres hombres armados que presuntamente pertenecían al grupo terrorista islámico Al Qaeda en el Magreb Islámico abrieron fuego frente a la embajada de Israel en Nouakchott, capital de Mauritania. Armados con rifles y granadas, hirieron a tres transeúntes. Posteriormente fueron arrestados ocho sospechosos.

## Ataque
El 1 de febrero de 2008, varios hombres armados no identificados atacaron la embajada de Israel en Nouakchott, capital de Mauritania, con armas de fuego y granadas. A las 2:20 am hora local, entre tres y seis hombres armados vestidos con turbantes y túnicas se acercaron a pie al edificio de la embajada después de ser dejados por un automóvil en un club nocturno cercano y abrieron fuego, gritando "Allahu akbar". Los guardias de la embajada de Mauritania apostados en la embajada respondieron rápidamente al fuego. Aunque el ataque general tuvo un impacto "inconsecuente", el tiroteo que siguió hirió a tres transeúntes, incluida una mujer francesa, en el club nocturno cercano. Luego, los atacantes escaparon en un vehículo.
En una declaración titulada "A sus órdenes, Gaza", el grupo extremista Al Qaeda en el Magreb Islámico se atribuyó la responsabilidad del ataque y amenazó personalmente al embajador israelí. Según el IntelCenter, con sede en Estados Unidos, uno de los principales comandantes de Al Qaeda, Aiman al Zawahiri, había pedido ataques contra el embajador israelí en 2007. El ataque fue el último de una serie de violencia que afectó al país, y se produjo justo después del asesinato de cuatro turistas franceses y de un ataque que mató a tres soldados mauritanos en diciembre de 2007.

## Secuelas
Al día siguiente, las autoridades mauritanas anunciaron que habían detenido a tres sospechosos a aproximadamente 150 kilómetros (93 m) de la capital. El 8 de febrero, se anunció que ocho personas, entre ellas un ciudadano argelino, habían sido arrestadas en relación con el ataque. En respuesta al ataque, las embajadas israelíes en todo el mundo fueron puestas en alerta de seguridad intensificada y un funcionario de defensa israelí fue enviado a Mauritania para evaluar la seguridad de la embajada. El embajador de Israel en Mauritania, Boaz Bismuth, declaró en la radio: «La oposición atacó salvajemente a Israel debido a la situación en Gaza. Los medios de comunicación criticaron a Israel descarada y exageradamente».